# Pochodna ułamkowa
Pochodna ułamkowa – uogólnienie pojęcia pochodnej funkcji n-tego rzędu na rząd rzeczywisty.
Pochodną ułamkową najprościej zdefiniować poprzez różniczkowanie ułamkowe szeregu Taylora wyraz po wyrazie. Niech
{\displaystyle f(x)=x^{k},}
wtedy pochodna n-tego rzędu
{\displaystyle {\frac {d^{n}}{dx^{n}}}x^{k}={\frac {k!}{(k-n)!}}x^{k-n}.}
Zadanie zdefiniowania pochodnej ułamkowej sprowadza się do znalezienia funkcji która staje się silnią dla argumentu całkowitego. Taka funkcja to funkcja {\displaystyle \Gamma }.
Dla {\displaystyle a} rzeczywistego definiujemy więc
{\displaystyle {\frac {d^{a}}{dx^{a}}}x^{k}={\frac {\Gamma (k+1)}{\Gamma (k-a+1)}}x^{k-a}.}
Dla dowolnej funkcji rozwijalnej w szereg Taylora
{\displaystyle f(y)=\sum _{n=0}^{\infty }{\frac {f^{(n)}(x)}{n!}}(y-x)^{n},}
można ją zróżniczkować wyraz po wyrazie zgodnie z powyższą definicją, co jest równoważne
{\displaystyle f(x)={\frac {1}{\Gamma (\alpha )}}\int _{0}^{x}(x-t)^{\alpha -1}{\frac {d^{a}}{dx^{a}}}f(t)\,dt,}
licząc całki również wyraz po wyrazie.
Łatwo sprawdzić ze pochodna ułamkowa jest ciągła względem jej rzędu.